# Trochoidea zaharensis
Trochoidea zaharensis é uma espécie de gastrópode  da família Hygromiidae.
É endémica de Espanha.